# Józef Galant (pedagog)
Józef Galant (ur. 15 marca 1910 we Lwowie, zm. 8 kwietnia 2003 w Przemyślu) – polski pedagog, doktor nauk humanistycznych.

## Życiorys
Jako czterolatek został półsierotą – jego ojciec zginął podczas I wojny światowej. Już jako uczeń szkoły powszechnej udzielał płatnych korepetycji. W 1931 ukończył Seminarium Nauczycielskie we Lwowie i został członkiem Związku Nauczycielstwa Polskiego. W latach 1931–1944 był nauczycielem szkół powszechnych w powiecie drohobyckim, kolejno w Ulicznie (do 1935), Neudorfie (do 1941) i Lipowcu. Jednocześnie od 1935 do 1938 studiował matematykę i śpiew, kończąc we Lwowie Wyższy Kurs Nauczycielski, a w lipcu 1939 rozpoczął studia zaoczne w Instytucie Pedagogicznym w Warszawie, które ukończył już po II wojnie światowej, w 1951. W 1943 wstąpił do Armii Krajowej. W lipcu 1944, po wejściu Armii Czerwonej, rozpoczął pracę jako księgowy w fabryce cegły w Drohobyczu. 25 marca 1945 został aresztowany przez NKWD i jako zesłaniec trafił na dwa lata do pracy w kopalni węgla w Workucie.
We wrześniu 1946 został zwolniony i w listopadzie tego samego roku powrócił do Polski i osiadł w Przemyślu. Od 1 stycznia 1947 pracował jako nauczyciel i kierownik Szkoły Podstawowej nr 4 i 5, od 1 lipca 1950 do 31 sierpnia 1951 był podinspektorem szkolnym i kierownikiem Wydziału Oświaty, a od 1 września 1951 do 31 sierpnia 1959 pełnił funkcję zastępcy, a następnie dyrektora Liceum Pedagogicznego. W 1959 ukończył studia na Uniwersytecie Warszawskim, uzyskując stopień magistra pedagogiki. W latach 1959–1973 był dyrektorem Studium Nauczycielskiego, a od 1 września 1973 do 31 sierpnia 1975 pełnił funkcję dyrektora Centrum Doskonalenia Nauczycieli. W 1967 obronił pracę doktorską na Uniwersytecie Warszawskim.
Po przejściu w 1975 na emeryturę pracował jako starszy wykładowca w Wyższej Szkole Pedagogicznej w Rzeszowie. Do 1991 prowadził seminaria magisterskie w zakresie nauczania początkowego, był promotorem ponad 100 prac magisterskich.

## Zainteresowania naukowe
Pracę naukową Józef Galant rozpoczął w 1952. Pierwotnie jego zainteresowania badawcze i naukowe koncentrowały się wokół ogólnych zagadnień dydaktycznych i wychowawczych, co zostało przedstawione w publikacjach „Plan pracy zastępcy dyrektora Liceum Pedagogicznego i realizacja tego planu” (1954) oraz „Jak przez hospitacje lekcji walczę o wyniki nauczania” (1965). Od 1967 problematyka skupiała się na teorii kształcenia wielostronnego, pracy wychowawczej, a także edukacji początkowej, w tym na zagadnieniach integracji nauczania. Poprzez pracę samokształceniową oraz badawczą zdobył wysokie kwalifikacje naukowe w dziedzinie nauk o wychowaniu.
Opublikował ponad 200 artykułów naukowych i wypowiedzi w czasopismach „Nowa Szkoła”, „Ruch Pedagogiczny”, „Wychowanie”, „Rodzina i Szkoła, „Rocznik Przemyski”, „Rocznik Naukowo-Dydaktyczny WSP w Rzeszowie”, „Głos Nauczycielski”.

## Główne publikacje
- Proces wychowawczy na lekcjach w klasach I-IV, 1972
- Praca dydaktyczno-wychowawcza w klasach I-III, współautor, 1978
- Praca wychowawcza w klasach I-III, 1983
- Dostrzeganie i rozwiązywanie problemów w klasach początkowych, 1987
- Proces uspołeczniania dzieci w klasach początkowych, współautor, 1991
- Integracja międzyprzedmiotowa w klasach początkowych, redakcja, 1994
- Inicjatywa i pomysłowość dzieci w procesie dydaktyczno-wychowawczym, redakcja, 1996[1]

## Działalność społeczna
W latach 1951–1954 był członkiem Zarządu Oddziału Związku Nauczycielstwa Polskiego w Przemyślu, a od 1955 do 1957 jego prezesem. Pomiędzy 1960 a 1970 rokiem był m.in. przewodniczącym Sekcji Kształcenia Nauczycieli przy Zarządzie Okręgu w Rzeszowie oraz członkiem Sekcji Kształcenia Nauczycieli przy Zarządzie Głównym ZNP w Warszawie. Od 1956 był członkiem Centralnego Koła Absolwentów Instytutów Pedagogicznych oraz działał w Towarzystwie Przyjaciół Nauk w Przemyślu, będąc wiceprezesem oraz przewodniczącym Sekcji Pedagogiczno-Psychologicznej. W latach 1957–1964 był radnym Miejskiej Rady Narodowej, a od 1975 do 1979 przewodniczącym Zarządu Wojewódzkiego Towarzystwa Wiedzy Powszechnej w Przemyślu. Od momentu wprowadzenia stanu wojennego w Polsce do 1989 był prezesem Rady Wojewódzkiej Patriotycznego Ruchu Odrodzenia Narodowego.

## Odznaczenia
- Krzyż Kawalerski Orderu Odrodzenia Polski
- Order Sztandaru Pracy II klasy
- Medal Komisji Edukacji Narodowej
- Złota Odznaka ZNP[2]
- Wpis do „Księgi zasłużonych dla województwa przemyskiego” (1982)[3]